# اکسایش داکین

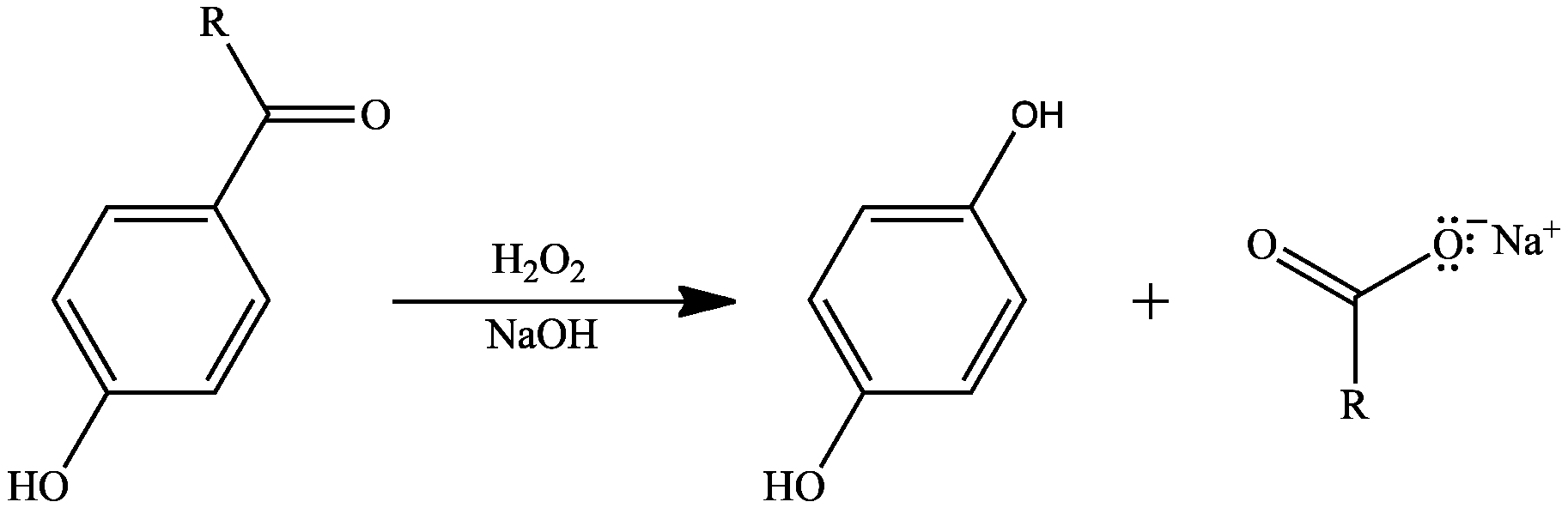
اکسایش داکین

اکسایش داکین(به انگلیسی: Dakin oxidation) گونه‌ای از واکنش اکسایش و کاهش آلی است که طی آن یک اورتو- یا پارا-هیدروکسیلات فنیل آلدهید (سالیسیل‌آلدهید یا ۴-هیدروکسی‌بنزآلدهید) یا کتون، با هیدروژن پراکسید در محیطی بازی واکنش داده و یک بنزن‌دی‌ال به همراه یک کربوکسیلات تولید می‌کند. به طور کلی در طی یک واکنش گروه کربونیل اکسایش و هیدروژن پراکسید کاهش می‌یابد. این واکنش به افتخار شیمیدان انگلیسی، هنری درایزدال داکین نامگذاری شده است.

## سازوکار
سازوکار زیر برای این واکنش پیشنهاد شده است:

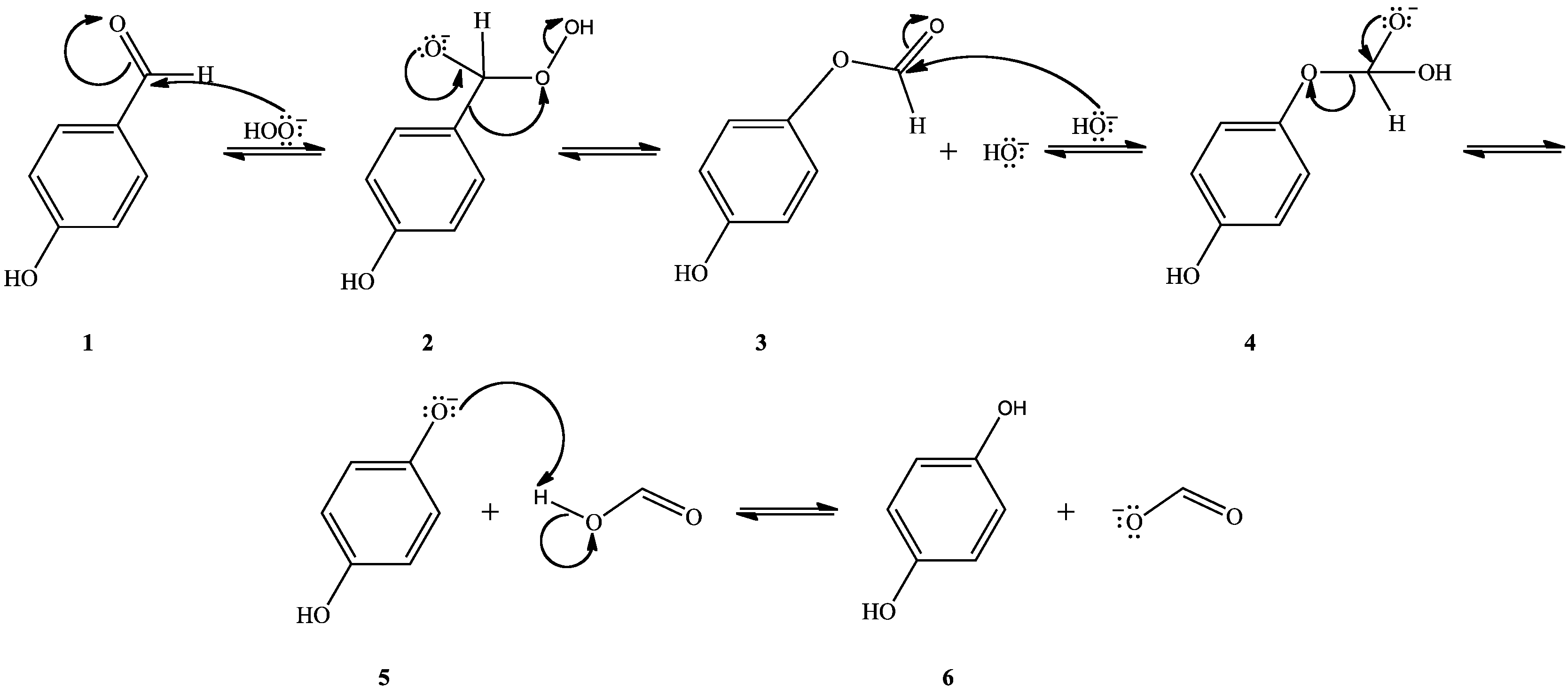
اکسایش داکین محیطی بازی